# Alpinia rosacea
Alpinia rosacea är en enhjärtbladig växtart som beskrevs av Theodoric Valeton. Alpinia rosacea ingår i släktet Alpinia och familjen Zingiberaceae. Inga underarter finns listade i Catalogue of Life.